# Jean-Baptiste Legrand
Pour les articles homonymes, voir Legrand.
Jean-Baptiste Legrand est producteur de cinéma, réalisateur, acteur et militant pour le droit au logement français.
Il lance en 2006, avec son frère Augustin l'association Les Enfants de Don Quichotte, un mouvement de soutien aux sans-abris en France, dont il a été le président pendant deux ans.
En 2011, il produit Honk, documentaire de Arnaud Gaillard et Florent Vassault, engagé contre la peine de mort.

## Filmographie

### Comme producteur
- 2005 : 13 Tzameti de Gela Babluani
- 2006 : L'Héritage de Gela Babluani et Temur Babluani
- 2008 : Enfants de Don Quichotte (Acte 1) de lui-même et Augustin Legrand et Ronan Dénécé
- 2010 : La Pisseuse de lui-même et Ronan Dénécé
- 2011 : Honk d'Arnaud Gaillard et Florent Vassault
- 2012 : Des étoiles de Dyana Gaye
- 2012 : Loubia Hamra de Narimane Mari

### Comme réalisateur
- 2008 : Enfants de Don Quichotte (Acte 1) avec Augustin Legrand et Ronan Dénécé
- 2010 : La Pisseuse avec Ronan Dénécé

### Comme acteur
- 2005 : 13 Tzameti de Gela Babluani

## Distinctions
- Lion du futur à la Mostra de Venise 2005 pour 13 Tzameti
- Grand prix du jury au Festival du film de Sundance 2006 pour 13 Tzameti
- Prix du meilleur premier film européen aux European Film Awards pour 13 Tzameti
- Grand Prix de la compétition France au FID Marseille 2013 pour Loubia Hamra[1]
- Prix DOX:AWARD au CPH:DOX Copenhague 2013 pour Loubia Hamra[1]